# Supersypnoides lilacina
Supersypnoides lilacina là một loài bướm đêm trong họ Noctuidae.